# كونزية صغيرة الأجزاء
كونزية صغيرة الأجزاء (الاسم العلمي:Kunzea micromera) هي نوع من النباتات تتبع جنس الكونزية من فصيلة الآسية.